# Geysir

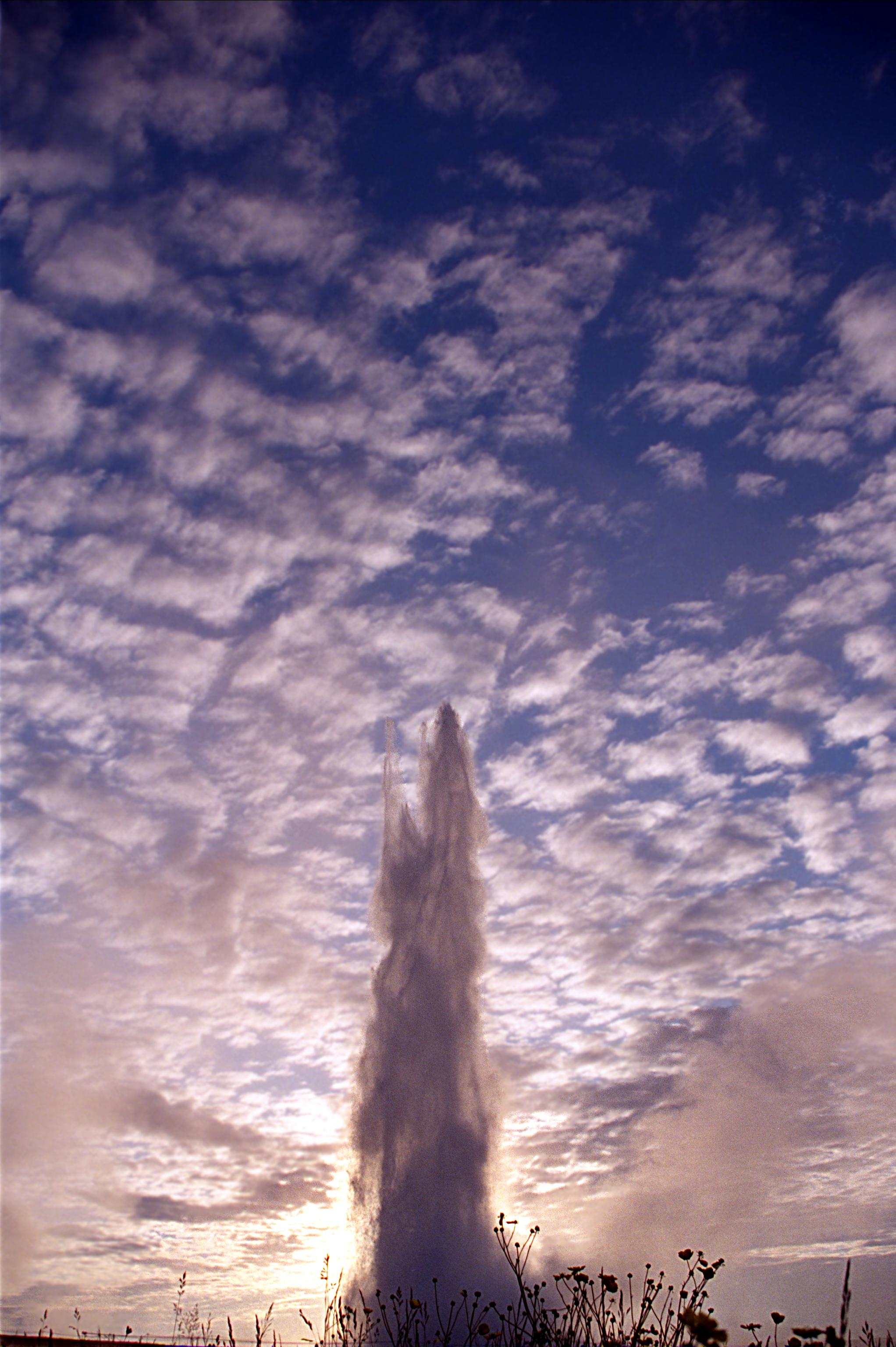
Geysir Strokkur in Islanda

Gaysir (sau Marele Geysir) este un gheizer situat în partea central-sudică a Islandei, în valea Haukadalur, la 500 km în apropierea vulcanului Hecla. Este cel mai vechi gheizer cunoscut și unul dintre cele mai impresionante exemple ale fenomenului. Originea cuvântului „gheizer” provine din numele acestui „geysir”, care în limba islandeză provine de la verbul „gjósa” ce înseamnă „a erupe”.
Gheizerele sunt izvoare intermitente de origine vulcanică, care emit în atmosferă la intervale regulate de timp jeturi de apă fierbinte și/sau vapori, datorită încălzirii rapide a apelor din golurile subterane.
În perioadele de calm, Geysir se prezintă sub forma unui lac verde, cu un diametru de 18 m și adâncimea de 1,2 m. În perioadele izbucnirilor, jetul de apă fierbinte este aruncat la înălțimi ce depășesc 48 m. 
Islanda este una dintre puținele țări ce produc o cantitate importantă de energie pe baza utilizării energiei geotermale a gheizerelor, existând în jur de 100 gheizere active.

## Formare

Modul de formare al unui geysir

Primul care a explicat în mod științific în anul 1846 cum se formează un geysir a fost chimstul german Robert Wilhelm Bunsen (1811-1899). El a făcut următoarea experiență numită Modelul-Geysir care consta dintr-o căldare, care comunica cu un tub de evacuare, apa supraîncălzită din căldare, izbucnește violent prin tubul de evacuare a vaporilor. Apa care erupe prin tub are o temperatură între 90 și 100° C. Canalul de erupție a geysirilor este mai lung ca și tubul din modelul de experiență, de aceea vaporii supraîncălziți pe traiectul canalului condensează, astfel că la ieșire va fi un izvor termal. Cu cât canalul de ieșire a vaporilor este mai îngust cu atât mai mult va frâna procesul de convecție. In natură magma încălzește apa subterană cu care vine în contact iar datorită presiunii ridicate efecuate de greutatea coloanei de apă nu se atinge punctul de fierbere numai la temperaturi de peste 100° C apa se transformă în vapori (fierbe) și erupe formând o coloană înaltă de apă fierbinte. Straturile noi reci de apă freatică vor necesita din nou un anumit timp pentru a se încălzi iar procesul se repetă. In apa fierbinte a geysirelor sunt dizolvalte minerale care prin procesul de erupție sunt aduse la suprafață.